# Xseed Games
Xseed Games ist ein amerikanischer Publisher für Computerspiele in Torrance, Kalifornien. Offiziell firmiert das Unternehmen als Marvelous USA und ist ein Tochterunternehmen des japanischen Publishers Marvelous.

## Geschichte
Xseed Games wurde im November 2004 gegründet. Gründer waren sechs ehemalige Mitarbeiter des japanischen Publishers Square Enix um Jun Iwasaki, zuvor President und CEO der US-Niederlassung. Das Unternehmen wurde mit dem Ziel gegründet, japanische Rollenspiele für den amerikanischen Markt zu veröffentlichen. Als erste Titel kündigte Xseed 2005 Wild Arms 4 und Shadow Hearts: From the New World an. 2007 erwarb der japanische Publisher AQ Interactive einen Mehrheitsanteil an Xseed. 2008 traf der japanische Publisher Marvelous Entertainment im Rahmen seiner US-Expansion ein Abkommen mit Xseed für die Veröffentlichung einiger seiner Spiele auf dem amerikanischen Markt. 2009 trat Xseed dem amerikanischen Branchenverband Entertainment Software Association bei, außerdem erhöhte AQ Interactive seine Anteile von 55 auf 90 %. Die japanische Konzernmutter fusionierte im Mai 2011 mit Marvelous Entertainment und Liveware zu Marvelous AQL (ab 2014 nur noch Marvelous). 2012 wechselte Iwasaki als Geschäftsführer zur neugegründeten Niederlassung von GungHo Online Entertainment. Neuer President und CEO von Xseed wurde Shinichi Suzuki, zuvor President bei Atlus Nordamerika.
Im Mai 2013 kündigte die Konzernmutter eine Umstrukturierung ihrer US-Dependancen an. Marvelous erwarb über Xseed die Online-Tochter Atlus Online von Index Digital Media. Xseed wurde in diesem Zuge offiziell in Marvelous USA umbenannt und organisatorisch mit der in Irvine ansässige Tochter Marvelous Online zusammengelegt. Trotz der Umbenennung wurde der bisherige Name als Publishinglabel beibehalten, Shinchi Suzuki führte die umstrukturierte US-Niederlassung weiterhin als CEO und President. Im Mai 2014 übernahm Xseed die Veröffentlichung von Marvelous’ Simulationsreihe Bokujō Monogatari, die in den USA bis dahin als Harvest Moon veröffentlicht wurde. Da die Namensrechte jedoch beim bisherigen Publishing-Partner Natsume lag, musste der Serientitel in Story of Seasons geändert werden. 2019 übernahm Xseed-Mitgründer Ken Berry die Leitung des Unternehmens als CEO, CFO und President. Mit dem 15-jährigen Firmenjubiläum 2019 hatte sich Xseed in der Wahrnehmung als ein führender Publisher in der Nische der Japan-Importe in den USA etabliert. Anders als die Konzernmutter beschränkte Xseed sein Geschäftsfeld jedoch auf PC- und Konsolen-Veröffentlichungen, wobei Xseed im Konzern die führende Rolle für die PC-Veröffentlichung ihrer Spiele über die Vertriebsplattform Steam einnahm. Die Veröffentlichungen im Mobile-Bereich lagen im Verantwortungsbereich von Marvelous.
2024 ordnete Marvelous die Verantwortlichkeiten neu. Xseed wurde zum Label für Drittanbieter-Titel, während hauseigene Titel unter dem Logo von Marvelous selbst veröffentlicht werden sollten.

## Veröffentlichte Titel
- 2006: Wild Arms 4 (PS2)
- 2006: Shadow Hearts: From the New World (PS2)
- 2007: Valhalla Knights (PSP)
- 2007: Dungeon Maker: Hunting Ground (PSP)
- 2007: Brave Story: New Traveler (PSP)
- 2007: Wild Arms 5 (PS2)
- 2007: Victorious Boxers: Revolution	Grand Prix (Wii)
- 2008: Wild Arms XF (PSP)
- 2008: Valhalla Knights 2 (PSP)
- 2008: KORG DS-10 (NDS)
- 2008: Populous DS (NDS)
- 2009: Retro Game Challenge (NDS)
- 2009: Avalon Code (NDS)
- 2009: Rune Factory Frontier (Wii)
- 2009: Flower, Sun, and Rain: Murder and Mystery in Paradise (NDS)
- 2009: Drill Sergeant Mindstrong (Wii)
- 2009: Little King’s Story (Wii)
- 2009: Valhalla Knights: Eldar Saga (Wii)
- 2009: The Wizard of Oz: Beyond the Yellow Brick Road (NDS)
- 2009: Ju-on: The Grudge (Wii)
- 2009: Half-Minute Hero (PSP)
- 2010: The Sky Crawlers: Innocent Aces (Wii)
- 2010: Valhalla Knights 2: Battle Stance (PSP)
- 2010: KORG DS-10 Plus (NDS)
- 2010: Ragnarok DS (NDS)
- 2010: Lunar: Silver Star Harmony (PSP)
- 2010: Fragile Dreams: Farewell Ruins of the Moon (Wii)
- 2010: Samurai Shodown: Sen	SNK Playmore (X360)
- 2010: Ys Seven (Windows)
- 2010: Ivy the Kiwi?	Prope (NDS, Wii)
- 2010: Ivy the Kiwi? Mini (NDS)
- 2010: Ys: The Oath in Felghana (PSP, Windows)
- 2011: Ys I & II Chronicles (PSP, Windows)
- 2011: The Legend of Heroes: Trails in the Sky (Windows)
- 2011: Wizardry: Labyrinth of Lost Souls (PS3, Windows)
- 2011: Solatorobo: Red the Hunter (NDS)
- 2011: Fishing Resort (Wii)
- 2011: Corpse Party (PSP, Windows, 3DS, Linux)
- 2012: Sumioni (PSVita)
- 2012: Ys Origin (Windows)
- 2012: Unchained Blades (PSP, 3DS)
- 2012: The Last Story (Wii)
- 2012: Way of the Samurai 4 (PS3)
- 2012: Orgarhythm (PSVita)
- 2012: Ragnarok Odyssey (PSVita)
- 2013: Corpse Party: Book of Shadows (PSP, Windows)
- 2013: Ark of the Ages (Android, iOS)
- 2013: Pandora's Tower (Wii)
- 2013: Killer Is Dead (PS3, X360)
- 2013: Rune Factory 4 (3DS)
- 2013: Valhalla Knights 3 (PSVita)
- 2013: Senran Kagura Burst (3DS)
- 2013: Ys: Memories of Celceta (PSVita, Windows, PS4)
- 2014: Ragnarok Odyssey Ace (PSVita, PS3)
- 2014: Bullet Witch (X360, Windows)
- 2014: Akiba’s Trip: Undead & Undressed (PS3, PSVita, PS4, Windows)
- 2014: Senran Kagura Shinovi Versus (PSVita, Windows)
- 2014: Senran Kagura Bon Appétit! (PSVita, Windows)
- 2015: Brandish: The Dark Revenant (PSP)
- 2015: Story of Seasons (3DS)
- 2015: Ys: The Ark of Napishtim (Windows)
- 2015: Lord of Magna: Maiden Heaven (3DS)
- 2015: Onechanbara Z2 (PS4)
- 2015: Senran Kagura 2: Deep Crimson (3DS)
- 2015: Corpse Party: Blood Drive (PSVita, Windows, Switch)
- 2015: The Legend of Heroes: Trails in the Sky SC (PSP, Windows)
- 2015: Earth Defense Force 2: Invaders from Planet Space (PSVita)
- 2015: Earth Defense Force 4.1: The Shadow of New Despair (PS4)
- 2015: The Legend of Heroes: Trails of Cold Steel (PS3, PSVita, Windows, PS4)
- 2016: Nitroplus Blasterz: Heroines Infinite Duel (PS3, PS4, Windows)
- 2016: Return to PoPoLoCrois: A Story of Seasons Fairytale (3DS)
- 2016: Senran Kagura: Estival Versus (PS4, PSVita, Windows)
- 2016: Little King’s Story (Windows)
- 2016: The Legend of Heroes: Trails of Cold Steel 2 (PS3, PSVita, Windows, PS4)
- 2016: Touhou: Scarlet Curiosity (PS4, Windows)
- 2016: Exile’s End (PSVita, PS4, Wii U)
- 2016: Xanadu Next (Windows)
- 2016: Shantae: Half-Genie Hero (Wii U, PS4, PSVita, Switch)
- 2017: Fate/Extella: The Umbral Star (PS4, PSVita, Windows, Switch)
- 2017: Story of Seasons: Trio of Towns (3DS)
- 2017: The Legend of Heroes: Trails in the Sky the 3rd (Windows)
- 2017: Akiba’s Beat (PS4, PSVita)
- 2017: Senran Kagura: Peach Beach Splash (PS4, Windows)
- 2017: Zwei: The Ilvard Insurrection (Windows)
- 2018: Zwei: The Arges Adventure (Windows)
- 2018: Freedom Planet (Switch)
- 2018: Senran Kagura Reflexions (Switch, Windows)
- 2018: Gal Metal (Switch)
- 2018: Gungrave VR (PS4, Windows)
- 2018: London Detective Mysteria (PSVita, Windows)
- 2019: Senran Kagura Burst Re:Newal (Windows, PS4)
- 2019: Fate/Extella Link (PS4, PSVita, Windows, Switch)
- 2019: Corpse Party: Sweet Sachiko’s Hysteric Birthday Bash (Windows)
- 2019: Senran Kagura Peach Ball (Switch, Windows)
- 2019: BurgerTime Party! (Switch)
- 2019: Travis Strikes Again: No More Heroes (PS4)
- 2019: Corpse Party 2 (Windows)
- 2019: Heroland (Switch, PS4, Windows)
- 2020: Daemon X Machina (Windows)
- 2020: Rune Factory 4 Special (Switch)
- 2020: Granblue Fantasy Versus (PS4, Windows)
- 2020: Story of Seasons: Friends of Mineral Town (Switch, Windows)
- 2020: Kandagawa Jet Girls (PS4, Windows)
- 2020: Uppers (Windows)
- 2020: No More Heroes (Switch)
- 2020: No More Heroes 2: Desperate Struggle (Switch)
- 2020: Sakuna: Of Rice and Ruin (PS4, Switch, Windows)
- 2021: Story of Seasons: Pioneers of Olive Town (Switch)
- 2021: Rune Factory 5 (Switch)
- 2021: Shadowverse: Champions Battle (Switch)